# 1962 en Bretagne
 Chronologie de la Bretagne
- 1958
- 1959
- 1960
- 1961
- 1962
- 1963
- 1964
- 1965
- 1966

Cette page recense des événements qui se sont produits durant l'année 1962 en Bretagne.

## Infrastructures

### Constructions
- Ouverture du centre de télécommunication par satellite de Pleumeur-Bodou (Côtes-du-Nord à cette date).